# Sojuz T-10-1

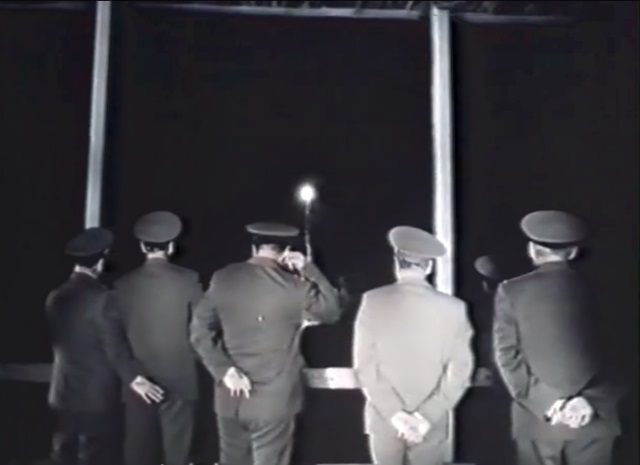
Sojuz T-10-1 po załączeniu SAS

Sojuz T-10-1 (w literaturze zachodniej nazywany także Sojuzem T-10a) – radziecka załogowa misja kosmiczna, która zakończyła się eksplozją rakiety nośnej na wyrzutni i ewakuacją załogi przy pomocy rakiety ewakuacyjnej pojazdu.
Tuż przed planowanym startem przy podstawie rakiety rozlało się paliwo, które natychmiast stanęło w ogniu. Kontrola lotów uruchomiła system ewakuacyjny, lecz kable uległy przepaleniu i załoga nie mogła własnoręcznie uruchomić i kontrolować systemu ewakuacji. Po dwudziestu sekundach kontrolerom udało się wreszcie włączyć układy ewakuacyjne poleceniem radiowym - w tym momencie płonęła już cała rakieta nośna.
Ładunki wybuchowe oddzieliły moduł lądownika i górną część powłoki rakiety od modułu serwisowego i powłoki go pokrywającej. Następnie uruchomiony został na pięć sekund silnik rakietowy, odciągając moduł orbitalny i moduł lądownika od rakiety nośnej z przyspieszeniem równym 14 do 17 g (137 do 167 m/s²). W dwie sekundy po uruchomieniu systemu ewakuacyjnego rakieta nośna eksplodowała, niszcząc doszczętnie kompleks startowy nr 1 (ten sam, z którego wystrzelono pierwszego sztucznego satelitę Sputnik 1 i pierwszy załogowy statek kosmiczny, Wostok 1).
Kapsuła na wysokości 650 metrów odrzuciła osłonę zewnętrzną, moduł lądownika odłączył się od modułu orbitalnego i odrzucił osłonę termiczną, odsłaniając silniki amortyzujące lądowanie. Opadanie spowolnił szybko otwierający się spadochron ewakuacyjny. Pojazd wylądował 4 kilometry od wyrzutni.